# پورت آگوستا
پورت آگوستا یا پورت اوگوستا شهری در ایالت استرالیای جنوبی است. پورت آگوستا یک بندر و نیز ایستگاه راه آهن است و در ساحل شرقی خلیج اسپنسر قرار گرفته است. فاصله آن با آدلاید مرکز ایالت استرالیای جنوبی حدود ۳۲۲ کیلومتر (۲۰۰ مایل) است. پورت اگوستا در غرب شبه جزیره ایر قرار دارد. صنایع عمده آن تولید برق است.

## تاریخچه
پورت آگوستا یک بندرگاه طبیعی است که در ۲۴ مارس ۱۸۵۲ توسط الکساندر الدر و John Grainger که در جستجوی محلی برای تأسیس بندر بودند ایجاد شد.

## جمعیت
بر اساس سرشماری سال ۲۰۲۱ جمعیت پورت اوگوستا ۱۳٬۸۲۹ نفر است که ۲۰٫۴ درصد آنها بومیان استرالیا هستند.

## حمل و نقل

### راه آهن
در سال ۱۸۷۸ شهر آگوستا به عنوان پایانه جنوبی خط آهن شمال - جنوب راه آهن سراسری استرالیا انتخاب شد. این خط آهن از داروین در شمال استرالیا شروع می‌شود و ۲٬۵۰۰ کیلومتر (۱٬۶۰۰ مایل) طول دارد.

### حمل و نقل هوایی
فرودگاه پورت اوگوستا در این منطقه قرار دارد و خطوط هوایی شارپ روزی دو پرواز به مقصد شهر آدلاید دارند.

## آب و هوا
پورت آگوستا آب و هوای گرم بیابانی دارد. تابستان‌های آن گرم و خشک است در حالی که زمستان‌ها معتدل و مرطوب است.